# Liste der Bodendenkmale in Barum (Landkreis Lüneburg)
In der Liste der Bodendenkmale in Barum (Landkreis Lüneburg) sind alle Bodendenkmale der niedersächsischen Gemeinde Barum aufgelistet. Die Quelle ist der Denkmalatlas Niedersachsen. Der Stand der Liste ist der 18. August 2024.

## Allgemein
In den Spalten finden sich folgende Informationen des Bodendenkmales :
- Lage        : geographische Koordinaten
- Bezeichnung : Bezeichnung lt. Denkmalatlas
- Beschreibung: Beschreibung lt. Denkmalatlas
- ID          : Objekt-ID
- Bild        : Bild, ggf. zusätzlich mit Link zu weiteren Fotos im Medienarchiv Wikimedia Commons.

## Barum
| Lage                         | Bezeichnung    | Beschreibung | ID       | Bild |
| ---------------------------- | -------------- | ------------ | -------- | ---- |
| 53° 20′ 37″ N, 10° 23′ 46″ O | Barum 5, Deich |              | 28930322 | BW   |
| 53° 21′ 13″ N, 10° 24′ 39″ O | Barum 6, Deich |              | 28930324 | BW   |
| 53° 20′ 51″ N, 10° 25′ 15″ O | Barum 7, Deich |              | 28930326 | BW   |

## Horburg
| Lage                         | Bezeichnung      | Beschreibung | ID       | Bild |
| ---------------------------- | ---------------- | ------------ | -------- | ---- |
| 53° 21′ 42″ N, 10° 24′ 0″ O  | Horburg 4, Deich |              | 28930316 | BW   |
| 53° 21′ 12″ N, 10° 23′ 14″ O | Horburg 2, Deich |              | 28930314 | BW   |

## Sankt Dionys
| Lage                         | Bezeichnung           | Beschreibung | ID       | Bild |
| ---------------------------- | --------------------- | ------------ | -------- | ---- |
| 53° 20′ 25″ N, 10° 23′ 25″ O | Sankt Dionys 5, Deich |              | 28930431 | BW   |
| 53° 20′ 11″ N, 10° 23′ 18″ O | Sankt Dionys 6, Deich |              | 28930433 | BW   |